# 28633 Ratripathi
28633 Ratripathi è un asteroide della fascia principale. Scoperto nel 2000, presenta un'orbita caratterizzata da un semiasse maggiore pari a 2,2738668 UA e da un'eccentricità di 0,1921611, inclinata di 5,55376° rispetto all'eclittica.